# Tricia Flores
Tricia Flores (ur. 29 grudnia 1979) – belizeńska lekkoatletka, specjalizująca się w sprincie, trójskoku oraz skoku w dal, olimpijka z Pekinu.
Na igrzyskach w Pekinie startowała w skoku w dal kobiet – odpadła w eliminacjach z wynikiem 5.25 m (36 miejsce).

## Rekordy życiowe
| Dystans            | Wynik | Miejsce      | Data           |
| ------------------ | ----- | ------------ | -------------- |
| bieg na 100 metrów | 12,13 | San José     | 3 czerwca 2005 |
| skok w dal         | 25,96 | San Salvador | 15 lipca 2007  |
| trójskok           | 12,00 | San José     | 9 czerwca 2007 |